# Aust-Agder
Aust-Agder (Aust (nynorsk: oost) en Agder (het land dat in de zee steekt)) was tot en met 2019 een provincie (fylke) in het zuiden van Noorwegen. Op 1 januari 2020 fuseerde het met Vest-Agder tot de nieuwe provincie Agder.
Aust-Agder was verdeeld in 15 gemeenten (5 stadsgemeenten) en grenst in het noorden aan Telemark, in het zuidwesten aan Vest-Agder, in het westen aan Rogaland en in het zuidoosten aan het Skagerrak. Aust- en Vest-Agder vormen samen de landstreek Sørlandet.
Ongeveer 77% van de inwoners woont aan de kust. De natuur in deze provincie is zeer gevarieerd: het noorden (het Setesdal) is een hoogvlakte, in het midden zijn er agrarische gebieden en bosbouw, terwijl er aan de kust (rots)eilanden en kleinere stranden zijn.
In deze provincie zijn er veel tradities wat betreft cultuur en architectuur. Een voorbeeld hiervan is Lyngør, dat tot het best bewaarde dorp in Europa werd uitgeroepen, terwijl het Setesdal een kerngebied van volkscultuur is (dans, handwerk, muziek etc.).
Vandaag de dag zijn de hoofdindustrieën in Aust-Agder metaalproducten, productie van hout voor constructie of meubelproductie, scheepsbouw, bouw van vrijetijdsboten (zowel van hout als van andere materialen) en toerisme. Met waterkrachtcentrales dekt de provincie haar behoefte aan energie, waarvan in een gemiddeld jaar ongeveer 50% wordt geëxporteerd.

## Beknopte gegevens
- Steden (stadsrechten): Arendal (gemeente Arendal (1723)), Grimstad (gemeente Grimstad (1816)), Lillesand (gemeente Lillesand (1821)), Risør (gemeente Risør (1723)), Tvedestrand (gemeente Tvedestrand (1997)).
- Rivieren: Byglandsfjord, Kilandfjord, Kvina, Nidelva, Otra, Røykilen, Sandevja, Tovdalselva.
- Meren: Svartevatn, Vegårdsvatnet, Ytre Storevatnet en veel kleinere meren.
- Bos: 3362 km²
- Landbouw: 143 km²
- Bergen: Sæbyggjenuten (1507 m), Brandsnuten (1496 m), Urdalsnuten (1434 m), Reinshornheii (1162 m), Trongedalsfjell (929 m), Tverrfjell (693 m), Himmelsyna (650 m), Marishei (572 m), Rubbeheia (558 m), Hovdefjell (524 m).
- Hoogvlakte: Setesdal.
- Ongeveer 30% (2751 km²) van de provincie is beschermde natuur.

Hieronder vallen:
een deel van de hoogvlakte Setesdal Vesthei (1601 km²),
het natuurreservaat Årdalen (21,3 km² (15,5 km² in Åmli, 5,8 km² in Bygland)
het Ra (eindmorene) dat zich tussen Grimstad en Larvik bevindt.
Verder is de provincie bezig met een proces om Hasseltangen (Grimstad) ook te laten beschermen.
- Bekende mensen uit Aust-Agder:

Jørgen Gunnarson Løvland, geboren te Evje in het Setesdal. Centraal politicus tijdens de ontbinding van de unie met Zweden in 1905. De eerste Noorse minister van Buitenlandse Zaken.
Sam Eyde, geboren te Arendal, industriepionier, medeoprichter van Norsk Hydro en Elkem.
Thor Hushovd en Dag Otto Lauritzen, wielrenners.
Knut Hamsun, auteur en winnaar van de Nobelprijs voor de Literatuur in 1920.

## Bestuurskundige lagen

### Lokaal niveau
De provincie Aust-Agder werd door Aust-Agder fylkeskommune (provincie-gemeente) bestierd, die vervolgens onder het fylkesting viel. Om de vier jaar werden zowel de leden van het fylkesting als de leden van de gemeenteraden door de bewoners van de provincie gekozen. De hoogste politieke leider was de fylkesordfører, terwijl de fylkesrådmann de bestuurskundige leider was.

### Nationaal niveau
Fylkesmannen i Aust-Agder vertegenwoordigde de Noorse staat op provinciaal niveau. Het ambt stond onder leiding van een fylkesmann.

### Fusie

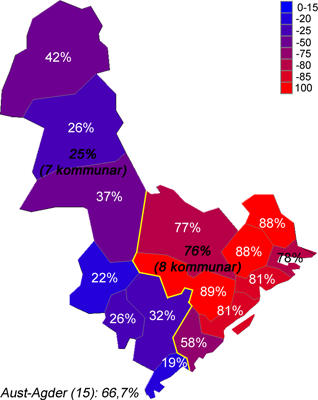
De uitslag per gemeente, stemmen tegen fusie

In 2011 werd in Aust-Agder, tegelijk met de verkiezingen voor de gemeenteraden en het bestuur van de provincie een referendum gehouden over een voorstel om Aust-Agder met Vest-Agder te laten fuseren. Het bestuur van Vest-Agder had al met een fusie ingestemd zonder een referendum nodig te vinden. In Aust-Agder besloot het bestuur eerst een referendum te houden. In zeven van de 15 gemeenten was er een meerderheid voor een fusie, maar in de andere acht gemeenten, met name in het oosten van de provincie, was een grote meerderheid tegen. Over de gehele provincie genomen was 66% tegen. Sindsdien hebben vier gemeenten, Lillesand, Birkenes, Iveland en Evje og Hornnes, aangeven dat zij uit Aust-Agder zouden willen treden en zich willen aansluiten bij Vest-Agder. 
In 2016 kwam het fusieplan opnieuw ter discussie. Uiteindelijk stemde een kleine meerderheid in de Fylkesting voor een vrijwillige fusie met Vest-Agder. Deze zal volgens plan ingaan per 1 januari 2020. Hoofdstad van de nieuwe fylke wordt dan Kristiansand. Voor de verkiezingen van het Noorse parlement blijft de oude provincie nog wel bestaan als kiesdistrict.

## Aardrijkskundige indeling
Aust-Agder viel in drie delen uiteen, het gebied aan de kust, het Setesdal en de beboste gebieden. De natuur is zeer gevarieerd: de provincie heeft een kust met vele (kleine) rotseilanden, beboste gebieden zoals in het Setesdal en de hoogvlakte van Setesdalsheiene.
Aan de kust is het klimaat zeer zacht dankzij de Golfstroom. Het klimaat en de bodemgesteldheid, zandhoudige kleigrond, maken het gebied zeer gunstig voor landbouw, waarvan groente en bessen de belangrijkste gewassen zijn. Het terrein is zo verheven en de boerderijen zo klein dat deze gewassen best geschikt zijn.
De steden en de meeste dorpen zijn in de kustzone te vinden. Op de eilanden zijn er veel vakantiehuizen. De eilanden zijn zeer druk bezocht tijdens de zomermaanden. In de beboste gebieden is voor de economie de bosbouw belangrijkst.
De kleuren van Setesdalsheiene zijn vooral grijs en groen. Het landschap is er tegelijkertijd verheven en groots. Het is een landschap met grote contrasten. In het oosten zijn weidse hoogvlaktes die overgaan in open, beboste dalen, waarin zowel zomerboerderijen met groene weiden hoog in de bergen zijn te vinden, als kale, grijze, met stenen en rotsblokken bezaaide berggebieden. Hier is ook het hoogste punt te vinden, Sæbyggjenuten in de gemeente Bykle, 1507 m.
In de gemeenten in het binnenland zijn grote arealen boven de boomgrens gelegen. Hier zijn de bergweiden belangrijk voor de economie en is schaaphouderij uitgebreid. De bijzondere cultuur van de in het Setesdal woonachtige boeren is langer bewaard gebleven dan in veel andere gebieden, omdat dit dal vrij lang redelijk geïsoleerd is gebleven van de kustdistricten. Tegenwoordig wordt het Setesdal echter door veel toeristen bezocht, en levert deze sector een grote bijdrage aan de economie. Uit de rivier de Otra, die door het Setesdal loopt, wordt elektriciteit gewonnen, net zoals uit meerdere watervallen en rivieren in het toestromingsgebied ervan.

## Geschiedenis
- De bloei begon aan het eind van de 16e eeuw.
- Aust-Agder komt grotendeels overeen met het gebied dat tot 1918 Nedenes Amt werd genoemd.

## Dedistrictenvan Aust-Agder
- Setesdalen district

Bykle, Valle, Bygland, Evje og Hornnes en Iveland.
- Østregionendistrict (oost)

Gjerstad, Risør, Tvedestrand, Vegårshei en Åmli.
- Sørdistrict (zuid)

Arendal, Birkenes, Froland, Grimstad en Lillesand.

## De gemeenten in Aust-Agder
Aust-Agder was verdeeld in 15 gemeenten:
| 1. Åmli 2. Arendal 3. Birkenes 4. Bygland 5. Bykle 6. Evje og Hornnes 7. Froland 8. Gjerstad 9. Grimstad 10. Iveland 11. Lillesand 12. Risør 13. Tvedestrand 14. Valle 15. Vegårshei | Location of Aust-Agder Municipalities |

## Bezienswaardigheden
- diverse meren zoals de Rosskreppfjord en de Byglandsfjord
- Rygnestadtunet
- SS Bjoren, een met hout gestookt passagiersschip van 1866 dat 's zomers volgens dienstregeling tussen de plaatsen Byglandsfjord en Ose in Bygland vaart.
- Setesdal

## Verkeer en vervoer
De belangrijkste wegen in Aust-Agder zijn de E 18, die in Noorwegen Kristiansand met Oslo verbindt, en Riksvei 9 die met name van belang is voor de gemeenten in het Setesdal. Daarnaast is Riksvei 41 belangrijk als ontsluiting voor de gemeenten Åmli, Froland en Birkenes. De hoofdplaats van de provincie, Arendal, is per spoor bereikbaar via Arendalsbanen, een aftakking van Sørlandsbanen. De provincie heeft geen eigen vliegveld. Het vliegveld van Kristiansand, Kjevik, is met name voor de gemeenten langs de kust belangrijk.

## Het wapen
Het wapen bestond uit twee gouden balken op een rode achtergrond. De kleuren en balken symboliseerden twee factoren die van groot belang waren voor de groei van Aust-Agder: de gouden balken staan voor de handel in hout en het rood voor het winnen van ijzererts. Het wapen werd in 1958 goedgekeurd.

## De provinciale bloem
De wilde kamperfoelie (Lonicera periclymenum), in het Noors vivendel, was een van de symbolen van Aust-Agder. Deze klimplant (liaan) groeit in de kustgebieden. Er is geen historische achtergrond hiervoor. In 1987 nam professor Olav Gjærevoll (toenmalig hoofd van de Noorse Botanische Vereniging) het initiatief om voor alle provincies een bloem te kiezen. Over het algemeen werden er bloemen/planten gekozen die typisch (of uniek) zijn voor hun provincie.

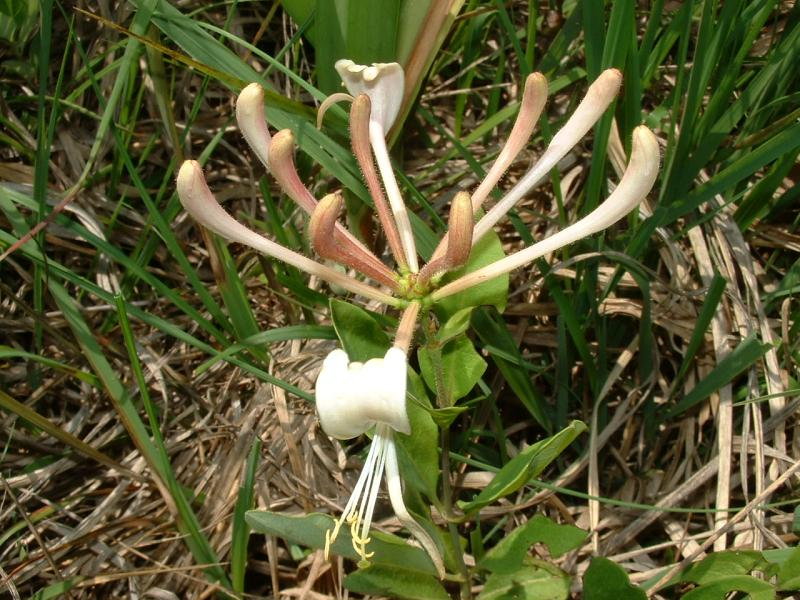
Provincie-bloem Aust-Agder
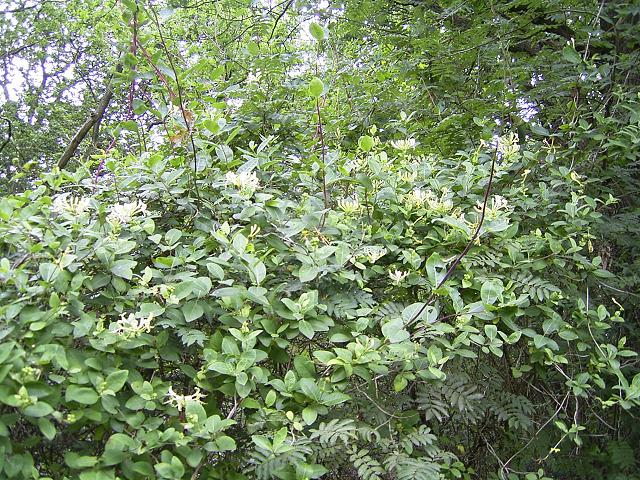
Plant
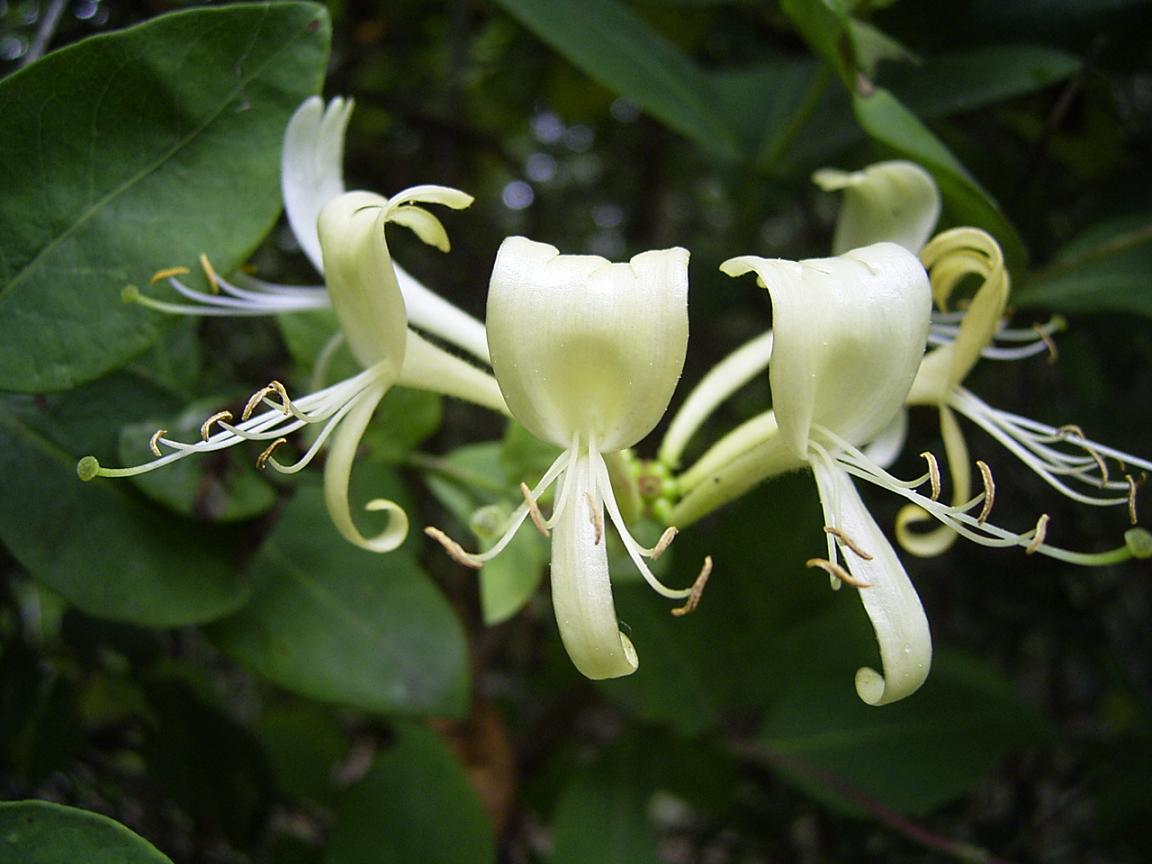
Bloemetje